# Otto Jelinek
Otto Jelinek, po návratu do České republiky Otakar Jelínek (* 20. května 1940 Praha) je kanadský krasobruslař, podnikatel a politik českého původu. V srpnu 2013 se stal velvyslancem Kanady v České republice.

## Životopis
Z republiky odešla rodina Jelinkova po roce 1948, když jim byla zestátněna továrna na korkové a hliníkové zátky. Po ročním pobytu ve Švýcarsku zvolili cestu do Kanady namísto původně zamýšlených Spojených států. Firma založená jeho otcem – The Jelinek Cork Group – patří dodnes ke špičce producentů korku.
Spolu se sestrou Marií (sportovní dvojice) získali juniorský domácí titul v roce 1955, v letech 1957 a 1958 bronzovou medaili na MS, čtvrté místo na olympijských hrách v Squaw Valley v roce 1960, zvítězili doma i na šampionátu USA v roce 1961, následně získali titul mistrů světa v krasobruslení sportovních dvojic (1962) v Praze a profesionálních mistrů světa v krasobruslení sportovních dvojic (1965).
Po skončení sportovní kariéry se věnoval podnikání v oblasti sportovních potřeb (např. vyráběl brusle značky Jelinek). Byl poslancem dolní komory kanadského parlamentu (20 let od roku 1972) a ministr pro multikulturalismus, ministr sportu (1984–1988), veřejných prací (1988–1989) a financí (1989–1993) ve vládách Briana Mulroneyho.
Do České republiky se vrátil v roce 1994 jako šéf české pobočky a předseda rady ředitelů pro střední Evropu firmy Deloitte & Touche. V roce 2005 firmu Deloitte & Touche opustil. 18. února 2010 se stal členem dozorčí rady Ostravsko-karvinských dolů. Po návratu do Čech bydlel nejprve v Praze-Nových Vokovicích, poté v Dubovém mlýně v Šáreckém údolí v Praze-Dejvicích, poblíž autobusové zastávky Korek.

## Zajímavost
K zajímavostem patří, že Otto a jeho sestra Maria Jelinek mohou odvodit svůj původ z novodobého šlechtického rodu Žižků z Trocnova.